# Sanling (sockenhuvudort i Kina, Heilongjiang Sheng, lat 44,17, long 129,11)
Sanling (kinesiska: 三陵, 三陵乡) är en sockenhuvudort i Kina. Den ligger i provinsen Heilongjiang, i den nordöstra delen av landet, omkring 260 kilometer sydost om provinshuvudstaden Harbin. Antalet invånare är 21 283. Befolkningen består av 10 562 kvinnor och 10 721 män. Barn under 15 år utgör 14,0 %, vuxna 15-64 år 76 %, och äldre över 65 år 9,0 %.
Runt Sanling är det ganska tätbefolkat, med 56 invånare per kvadratkilometer. Närmaste större samhälle är Dongjingcheng, 9,9 km sydost om Sanling. Trakten runt Sanling består till största delen av jordbruksmark.
Genomsnittlig årsnederbörd är 877 millimeter. Den regnigaste månaden är juli, med i genomsnitt 201 mm nederbörd, och den torraste är januari, med 5 mm nederbörd.